# Meaghan Kall
Meaghan Kall es una epidemióloga estadounidense y trabaja en la Agencia de Seguridad Sanitaria del Reino Unido. En 2021, la revista Nature la incluyó en Nature's 10, su lista global de las diez personas que más contribuyeron a dar forma a la ciencia ese año.

## Primeros años y educación
Kall creció en una pequeña ciudad conservadora de Michigan. Kall completó su título de Bachelor of Science en Ciencias de la nutrición en la Universidad Estatal de Michigan y un máster en Ciencias de la Salud en la Universidad Johns Hopkins.  Está completando su doctorado en el University College de Londres, desarrollando la tesis doctoral titulada National longitudinal survey of healthcare needs and risk behaviours of HIV positive people, bajo la dirección y supervisión de Richard Gilson.

## Carrera profesional
Trabajó de 2009 a 2020 como funcionaria en la agencia Public Health England haciendo un seguimiento del VIH/sida. En 2020 se incorporó a la respuesta contra la COVID-19 del gobierno del Reino Unido. Su función era la de epidemióloga sénior que producía datos dentro de documentos informativos técnicos y también comunicaba esta información, incluso al público. En 2021 atrajo a muchos seguidores en Twitter por sus hilos explicando datos epidemiológicos. Su adopción de Twitter para la comunicación científica pública se consideró particularmente eficaz a pesar de que esto no formaba parte de su empleo oficial. En enero de 2021, Kall fue nombrada epidemióloga principal en la célula de Epidemiología sobre COVID-19 de la Agencia de Seguridad Sanitaria del Reino Unido.

## Reconocimiento
Kall fue incluido en una lista de diez científicos que habían tenido un papel importante en los avances científicos de 2021 elaborada por la revista científica Nature.